# Подпеч-при-Шентвиду
Подпеч-при-Шентвиду (словен. Podpeč pri Šentvidu) — поселення в общині Шентюр, Савинський регіон, Словенія. 
Висота над рівнем моря: 541,2 м.